# 2009年9月中国大陆

## 9月8日
- 总部设在瑞士日内瓦的世界经济论坛公布《2009－2010全球竞争力报告》，中国大陆从去年第30位升至第29位。
- 中国河南省平顶山市新华区新华四矿发生瓦斯爆炸事故，造成76人死亡[1][2]。

## 9月14日
- 海南航天发射场在中国海南省文昌市开工建设，将成为继酒泉、太原、西昌之后的中国第四个航天发射场[3]。

## 9月15日
- 台风巨爵在中国广东省台山市北陡镇沿海地区登陆，受此影响，广东省最大风速达14级[4][5]。
- 江苏省人民政府公布第二批江苏省非物质文化遗产名录[6][7]。

## 9月20日
- 9月20日，劉翔京奧養傷13個月後復出，在上海国际田径黄金大奖赛跑出13.15秒，不足百分之一秒之微負於查美爾，获得亞軍[8]。